# Charles L. Clapp
Charles L. Clapp (geboren am 1. November 1922 in Wakefield (Massachusetts); gestorben am 13. Februar 2006 in Washington, D.C.) war ein amerikanischer Regierungsbediensteter. Von 1974 bis 1981 war er Mitglied der Interstate Commerce Commission.

## Leben
Charles L. Clapp war das älteste von drei Kindern. Er diente von 1943 bis 1946 in der U. S. Naval Reserve im Pazifik. Sein staatlich gefördertes Studium an der Tufts University schloss er 1947 mit dem Bachelor mit magna cum laude ab. Anschließend studierte er an der Harvard University, die er 1947 mit dem Master beendete.
Nach dem Studium arbeitete er von 1947 bis 1952 als Dozent an der Florida State University im Bereich Politikwissenschaften. Gleichzeitig arbeitete er auch an der University of California in Berkeley von 1949 bis 1955. Dort legte er seinen Ph.D. ab.
1955 begann er eine Tätigkeit in Washington D.C. Zunächst unterstützt durch ein Stipendium der American Political Science Association, arbeitete er in den Büros von Peter Frelinghuysen und John F. Kennedy. Ab 1956–1957 gehörte er zum Mitarbeiterkreis in verschiedenen Ausschüssen des Senates der Vereinigten Staaten. 1958 war er im Mitarbeiterstab des Abgeordneten Charles E. Chamberlain.
1959 bis 1962 arbeitete er an der Brookings Institution und verfasste sein 1963 erschienenes Buch „The Congressman, His Work as He Sees It“.
Von 1962 bis 1967 war er im Mitarbeiterstab von Senator Leverett Saltonstall. Dem folgte eine zweijährige Tätigkeit im Smithsonian Institution.
Nach der Wahl von Richard Nixon zum Präsidenten wurde er Mitglied des Beraterstabes. Am 5. November 1973 wurde er für den Sitz des verstorbenen Chester M. Wiggin Jr. in der Interstate Commerce Commission nominiert und am 27. Februar 1974 vom Senat bestätigt. Seinen Amtseid legte er am 14. März 1974 ab. Da nach Ablauf der regulären Amtszeit am 31. Dezember 1980 noch kein Nachfolger bestellt war, blieb er bis zur Bestätigung des Nachfolgers Frederic N. Andre am 19. März 1982 im Amt.
Anschließend arbeitete er bis 1994 in der Postal Rate Commission.
Er war nie verheiratet und starb an den Folgen eine Prostatakrebs-Erkrankung.